# Carlos Alós Ferrer
Carlos Alós Ferrer (Tortosa, Baix Ebre, 21 de juliol de 1975) és un exfutbolista i entrenador de futbol català que actualment dirigeix l'Enosis Neon Paralimni de la Primera Divisió de Xipre.
Va començar la seva carrera de futbolista jugant com a porter al CD Tortosa l'any 1993. Com a porter, mai va aparèixer en un nivell superior a Tercera Divisió, representant a clubs com CF La Sénia, Esportiu Alabès B, CD Don Benito, CD Tortosa, CF Amposta, UE Remolins-Bítem, CD Roquetenc i CF Jesús Catalonia, en el qual es va retirar el 2008 amb 33 anys.
Alós va començar la seva carrera a les banquetes l'any 2003, dirigint a les categories juvenils del Club de Futbol Amposta. El 2005 va ser nomenat jugador-entrenador en el CD Roquetenc, aconseguint l'ascens de Primera Regional en la seva segona temporada. El 2008, Alós va tornar al CD Tortosa com a entrenador, però va renunciar l'11 de febrer de 2009 per ingressar a la junta directiva del club.
El gener de 2010, va marxar a l'estranger per primera vegada en la seva carrera, unint-se a l'equip del Kitchee SC de la Premier League de Hong Kong com a assistent de Josep Gombau. Alós va deixar Hong Kong el 2011 i es va unir a l'acadèmia que el FC Barcelona té a Varsòvia. El 16 de gener de 2015, es va fer càrrec del Pogoń Siedlce de la I Lliga de Polònia, però va deixar el club al maig de 2015. L'agost de 2015, va marxar al Kazakhstan, per ajudar l'equip nacional en el seu projecte de desenvolupament del futbol juvenil abans de ser nomenat, el mes de gener de 2017, entrenador de la selecció de futbol sub-17 del Kazakhstan. El 26 de juliol de 2017, va ser nomenat entrenador del FC Kairat Almaty, firmant un acord fins al final d'aquella temporada. El 28 de novembre de 2017, Alós va estendre el seu contracte amb FC Kairat Almaty per altres dos anys, del que es marxaria de comú acord el 15 d'octubre de 2018.
El 21 de gener de 2019 el tècnic català signa amb l'equip marroquí del FAR Rabat, un dels històrics del futbol marroquí, un contracte que el vincula al club fins al final de la temporada, amb opció de renovació. Marxaria del club marroquí el 10 de juny de 2019, només un mes després d'haver renovat per dos anys, en una temporada en el qual l'equip de la capital va acabar en 13a posició de la Botola Pro 1. El 14 de juny de 2019, el Qatar Sports Club va signar amb Alós un contracte de dues temporades, però únicament estaria 3 mesos en el càrrec després de començar la seva etapa amb 4 derrotes en 4 partits. El 23 de setembre de 2020 va ser presentat com a entrenador del Enosis Neon Paralimni de la Primera Divisió de Xipre.